# Die Banditen von Mailand
Die Banditen von Mailand (Originaltitel: Banditi a Milano) ist ein Kriminalfilm von Carlo Lizzani, der 1968 als italienischer Beitrag im Wettbewerb der Filmfestspiele von Berlin gezeigt wurde. Ab dem 13. September dieses Jahres war er auch in den Kinos zu sehen.

## Handlung
Auf den Straßen Mailands wird offenbar Selbstjustiz geübt. Kommissar Basevi erzählt im Gespräch mit einem Journalisten Ereignisse aus dem verbrecherischen Alltag und kommentiert diese. Basevi nimmt dann einen Bankräuber fest, der gelyncht zu werden droht. Dieser Gangster, Bartolini, berichtet über eine Organisation, die von Piero Cavallero geleitet wird und die Terroranschläge und Überfälle verübt.
Einer dieser Überfälle wird detailgenau geplant und ausgeführt; die Mitglieder der Bande schießen sich den Weg zur Flucht frei, doch die Polizei bleibt ihnen auf der Spur, verhaftet die Bandenmitglieder der Reihe nach und treibt schließlich auch Cavallero in die Enge. Als dieser in einem verlassenen Gehöft, dank eines Hinweises aus der Bevölkerung, aufgefunden und festgenommen wird, wandelt er seine Niederlage in einen Sieg, indem er sich in Triumphpose vor die versammelten Journalisten stellt.

## Kritik
Der Regisseur wählte eine ungewöhnlich verschachtelte Erzählstruktur, die mit Mitteln der Rückblende und des Reportagestils kombiniert wurde. Heraus kam ein außergewöhnlich spannender Film, der vor allem auch von den ausgezeichneten Darstellerleistungen lebt, schreibt Karsten Thurau in einem Nachschlagewerk über die italienischen Filme des Genres. Das Lexikon des internationalen Films legt die Messlatte höher und urteilt, “der Anspruch des Films, Methoden und Ziele eines neuen Verbrechertums in den Großstädten Norditaliens aufzudecken, wird nicht realisiert; stattdessen offeriert der Film effektvoll spannende Unterhaltung.”
Italienische Kritiker bemerkten, der erste Teil sei zwar beispiellos, aber auch rein didaktisch, der zweite von exzellenter Gestaltung.

## Bemerkungen
Es erschien eine Single der Filmmusik bei Ariete (Ar 8004).
Der Film war in Italien sehr erfolgreich und spielte über 1,75 Milliarden Lire ein.
Der Film wurde mit zwei David di Donatello (für Regie und Produktion) sowie dem Nastro d’Argento (für das Drehbuch) ausgezeichnet.